# Urszula Wybraniec-Skardowska
Urszula Barbara Wybraniec-Skardowska (ur. 1 grudnia 1940 w Jastrzębiu-Zdroju) – polska matematyk, prof. dr hab. dziedziny nauk matematycznych, logiki i filozofii języka. Obecnie profesor emeritus, afiliowana badacz Wydziału Filozofii Uniwersytetu Kardynała Stefana Wyszyńskiego w Warszawie. Specjalizuje się w teorii systemów dedukcyjnych, a zwłaszcza teorii zdań odrzuconych, filozofii i logice języka, a także problematyce informacji i komunikacji. Prowadziła i rozwinęła badania w zakresie teorii zbiorów przybliżonych (ang. rough set theory), zbudowanej przez Zdzisława Pawlaka, należącej do informatyki teoretycznej.

## Kariera zawodowa
W roku 1963 Urszula Wybraniec-Skardowska uzyskała tytuł magistra matematyki na Uniwersytecie Wrocławskim. Następnie, w roku 1967 na tejże uczelni zdobyła stopień doktora i później, w roku 1985, uzyskała habilitację. Tytuł profesora nauk humanistycznych otrzymała od Prezydenta RP w 1992 r. Przez wiele lat pełniła funkcję profesora zwyczajnego z dziedziny logiki na Uniwersytecie Opolskim. Jest współzałożycielką i współprzewodniczącą powołanego tam Zespołu Logiki, Języka i Informacji oraz współorganizatorką ESSLI'2012 w Opolu. W 2000r. była profesorem wizytującym na Tilburg University i Uniwersytecie w Amsterdamie. W latach 1997, 2001-2002 i 2009 jako pracownik naukowy wizytowała uczelnię The Graduate School&University Center w CUNY (Wydział Filozofii) w Nowym Jorku oraz na Uniwersytecie Stanforda w Kalifornii. Jest członkinią wielu polskich i międzynarodowych towarzystw naukowych, między innymi Association for Symbolic Logic, Association for Logic, Language and Information, Polskiego Związku Logiki i Filozofii Nauki, Polskiego Towarzystwa Filozoficznego, Polskiego Towarzystwa Matematycznego, Polskiego Towarzystwa Semiotycznego oraz Fundacji Kościuszkowskiej w Nowym Jorku, której była stypendystką w 1997r.

## Publikacje
Jest autorką i współautorką ponad 130 publikacji oraz książek w wydawnictwach polskich i międzynarodowych. Laureatka licznych nagród krajowych. Jej książka „Theory of Language Syntax” została nagrodzona za wkład w badania naukowe przez Ministerstwo Edukacji Narodowej w 1992r. Edytorka i współautorka książki „The Lvov-Warsaw School. Past and Present”, zbioru wykładów uznanych autorów z dziedzin informatyki, matematyki, metalogiki, filozofii naukowej i analitycznej, teorii modeli, teorii argumentacji, semiotyki, lingwistyki, logiki i filozofii, wydanej w 2018 r. i poświęconej fenomenowi polskiej filozoficznej szkoły naukowej.